# Dicranodromia danielae
Dicranodromia danielae es una especie de cangrejo de mar perteneciente a la familia Homolodromiidae. Fue descubierto en la isla de Balicasag en Panglao, Filipinas y fue nombrado por primera vez por Ng y Mclay en 2005.

## Descripción
Dicranodromia danielae era considerado al principio una especie de cangrejo terrestre que habitaba suelos salinos, aunque finalmente se descubrió que se trataba de una especie marina. Aunque la mayoría de las especies de su familia (Homolodromiidae) se encuentran a más de 400 m de profundidad, esta especie se encontró entre los 200 y 300 m de profundidad.